# Paragripopteryx
Genre
Synonymes
- Jewettoperla Illies, 1963

Paragripopteryx est un genre d'insectes plécoptères de la famille des Gripopterygidae.

## Distribution
Les espèces de ce genre se rencontrent au Brésil en Uruguay et en Argentine.

## Liste des genres
Selon Plecoptera Species File :
- Paragripopteryx anga Froehlich, 1969
- Paragripopteryx baratinii Benedetto, 1983
- Paragripopteryx blanda Froehlich, 1969
- Paragripopteryx crassila (Jewett, 1960)
- Paragripopteryx delicata Froehlich, 1994
- Paragripopteryx egena Froehlich, 1994
- Paragripopteryx guardae Froehlich, 1994
- Paragripopteryx hamata Froehlich, 1994
- Paragripopteryx klapaleki Enderlein, 1909
- Paragripopteryx merui Froehlich, 1994
- Paragripopteryx munoai (Benedetto, 1969)

## Publication originale
- Enderlein, G. 1909 : Klassifikation der Plecopteren, sowie Diagnosen neuer Gattungen und Arten. Zoologischer Anzeiger, vol. 34, p. 385-419.